# Andrew Cunanan
Andrew Phillip Cunanan, född 31 augusti 1969 i National City, Kalifornien, död 23 juli 1997 i Miami, Florida, var en amerikansk seriemördare. Under en period på tre månader 1997 mördade han fem personer, inklusive modeskaparen Gianni Versace. Slutligen tog han sitt eget liv genom att skjuta sig i huvudet, 27 år gammal.
Under sina sista år hade Cunanan levt utan ett specifikt jobb, han blev vän med rika äldre män och spenderade deras pengar för att imponera på bekanta i den lokala homosexuella gemenskapen, genom att skryta om sociala evenemang på klubbar och ofta betala notan på restauranger.
Cunanan var den 449:e personen att hamna på FBI:s "Ten Most Wanted List".

## Mord

### Jeffrey Trail
Cunanans mordvåg började i Minneapolis den 27 april 1997, med mordet på hans nära vän Jeffrey Trail, en tidigare officer i den amerikanska flottan. Efter en diskussion slog Cunanan Trail till döds med en klohammare och lämnade hans kropp inrullad i en matta på ett loft som tillhörde arkitekten David Madson.

### David Madson
Madson, som en gång hade varit Cunanans älskare, var hans andra mordoffer; Madsons kropp hittades på den östra stranden av Rush Lake nära Rush City, Minnesota, den 3 maj 1997, med skador av pistolskott på huvudet och rygg.

### Lee Miglin
Cunanan körde därefter till Chicago och dödade 72-årige Lee Miglin, en framstående fastighetsutvecklare, den 4 maj 1997. Miglin hade varit bunden med silvertejp som säkrade hans händer och fötter. Han blev sedan huggen över 20 gånger med en skruvmejsel.

### William Reese
Fem dagar senare hade Cunanan, som hade tagit Miglins bil, hittat sitt fjärde offer i Pennsville, New Jersey. Cunanan sköt och dödade 45-årige vaktmästaren William Reese, för att sedan stjäla hans röda pickup.
Medan polisen, på jakt efter Cunanan, fokuserade på Reeses stulna pickup, gömde sig Cunanan i Miami Beach, Florida i två månader, innan han begick sitt femte och sista mord.

### Gianni Versace
Den 15 juli 1997 mördade Cunanan den italienska modedesignern Gianni Versace genom att skjuta honom två gånger. Mordet skedde på främre trappan av Casa Casuarina, Versaces herrgård i Miami Beach. Ett vittne försökte jaga Cunanan, men kunde inte komma ikapp honom.

## Motiv
Cunanans exakta motivation är fortfarande okänd. Vid tiden för morden fanns det omfattande publikationer och presspekulationer som band brotten till Cunanans upptäckt av att han var HIV-positiv; dock fann en obduktion att han var HIV-negativ.